# American Football (альбом, 1999)
American Football (также известный как LP1) — дебютный студийный альбом одноимённой американской рок-группы, выпущенный 14 сентября 1999 года с помощью лейбла Polyvinyl. Альбом был выпущен вскоре после дебютного мини-альбома с таким же названием и с тем же лейблом в октябре 1998 года. Группа записала альбом в Private Studios в городе Эрбана, штат Иллинойс, под руководством Брендана Гэмбла.
Альбом был тепло встречен критиками и американскими радиостанциями в колледжах, однако коллектив распался вскоре после выпуска. Со временем альбом получил крайне широкое признание и культовый статус, а на сегодняшний день считается одним из самых важных мат-рок и мидвест-эмо альбомов 90-х. Специальное издание было выпущено лейблом Polyvinyl в мае 2014 года после объявления о воссоединении American Football. Спрос на переиздание оказался столь большим, что обрушил сайт лейбла и забрался на 68 строчку Billboard 200. Спустя месяц, был выпущен официальный видеоклип на песню «Never Meant». Режиссёром выступил Крис Стронг, который создал обложку к альбому.

## Предыстория
Будущий лидер группы — Майк Кинселла до этого участвовал в чикагских группах Cap'n Jazz и Joan of Arc вместе со своим братом Тимом. Майк играл на барабанах в обеих группах. В 1997 Кинселла основал The One Up Downstairs. В состав вошли басист Аллен Джонсон, барабанщик Стив Ламос, гитарист Дэвид Джонсон и сам Майк Кинселла в качестве вокалиста. The One Up Downstairs записали три песни, которые должны были выйти на виниле под лейблом Polyvinyl. Однако группа распалась до релиза и записи отправились «на полку». Спустя некоторое время Стив Ламос начал репетировать с гитаристом Стивом Холмсом, который был соседом по комнате Кинселлы. Кинселла посчитал, что может «кое-что добавить» и присоединился к группе, сформировав тем самым трио American Football. Группа получила своё название благодаря постеру, который заметила девушка Стива Ламоса. Постер гласил: «Приходите посмотреть на американский футбол, самых переоценённых спортсменов в мире» (англ. Come see American Football, the most overpaid athletes in the world).
По словам Кинселлы, который добавил «пару нужных нот», первое собрание группы было «довольно обыденным», а их «[музыкальные] идеи были вялыми и бессвязными». Трио базировалось в Шампейне, Иллинойс, пока Кинселла учился в местном филиале Университете штата Иллинойс. American Football долгое время был сторонним проектом, без расчёта на первый план в жизнях участников. По словам Холмса: «Из-за наших полузаноз в заднице». В то время трио увлекалось Стивом Райхом, пытаясь перенять приём со смежной игрой двух гитар одновременно. Группа выпустила мини-альбом, состоявший из трёх композиций в октябре 1998 года. Одна из композиций была «Five Silent Miles».

## Сочинение и запись
Кинселла использовал American Football как попытку вернуть ориентированный на рок материал Joan of Arc. Альбом является упрощённой версией поздних Joan of Arc, таким образом материал приобрёл флёр эмокора, который сочетался со стилями инди-рока и мат-рока. В тот момент времени Кинселле нравились The Cure, The Smiths и «супергрустная хрень». Холмсу и Кинселле также нравились панк и хардкор, в то время как Ламосу был по нраву джаз. Группа концентрировалась на созвучии двух гитар, основываясь на музыкальном размере и добавлении в него нот. Цитируя Ламоса, названия песен были придуманы «за пару часов до окончания работ». Ламос также подметил, что группа относится к материалу просто как к «песне-си-бемоль-мажор или песне-до-диез». Каждая композиция имела разный музыкальный строй. Кинселла использовал для написания текста собственный блокнот, слова в котором, цитируя Кинселлу: «Были написаны несколько лет назад, и я такой „да, это сработает“». После написания слов и мелодий, Кинселла их «просто… хрипло выкрикивал». Во время записи альбома группа не имела системы музыкального оповещения, вследствие чего все кроме Кинселлы не знали текста до тех пор, пока не услышали его во время живых выступлений.
American Football был готов «буквально за 4 дня до того, когда оставшиеся две трети группы должны были уехать домой». Альбом был записан в мае 1999 года в Private Studios в Эрбане, штат Иллинойс на аналоговом пелёночном пищике TASCAM 85 16B под финансовым руководством Брендана Гэмбла, который до этого спродюсировал дебютный мини-альбом. Не весь материал был полностью готов на момент записи, и все согласились просто «закончить песни прямо в студии и пустить в запись». Группа не имела бас-гитариста, и поэтому было решено добавить «жира» звуку с помощью наслоения двух гитар. В дополнение к своим регулярным инструментам каждый участник группы взял на себя ещё один: Холмс сыграл на Wurlitzer, Лагос сыграл на трубе, а Кинселла взял бас-гитару. Мастеринг альбома был выполнен Джонатаном Пайнсом в Private Studios в июле 1999 года.

## Фотография дома
Дом с обложки расположен на 704 W. High St. В Эрбане, Иллинойс. Он находится в пешей доступности от местного филиала Университета штата Иллинойс. Фотографию сделал Крис Стронг, а монтажом он занимался вместе с Сурией Натани. Никто из группы в доме не жил. По словам Кинселлы, «это был дом друзей друзей, с которыми я ходил в колледж». Джо Гоггинс, автор издания The Line of Best Fit, пишет: «Как и любая другая шикарная обложка, она символизирует музыку самого альбома в каком-то неосязаемом, неуловимом смысле… Ведь альбом звучит так, словно он мог быть создан только в маленьком американском городке… И [обложка] выглядит так, будто бы могла быть взята лишь из подобных похожих мест». Сам дом стал достопримечательностью для эмо-фанатов, которые приезжают, чтобы сделать фотографию. Музыкальный журналист Шон Ньюман, который запечатлел историю дома для Vice, заметил, что фанаты сделали резные маркировки на тротуаре, откуда Стронг и сделал фотографию. Дом в итоге стал символом группы после воссоединения: интерьер был использован для обложки второго альбома. Кинселла раскрыл, что повторяющиеся отсылки к дому появляются просто потому, что это одна из немногих фотографий, ассоциирующихся с группой.

## Выпуск
American Football был выпущен 14 сентября 1999 года усилиями лейбла Polyvinyl. Согласно современникам из CMJ New Music Report, альбом имел большой успех на радиостанциях в колледжах, который, скорее всего, связан с музыкальным прошлым Кинселлы. Несмотря на скромные успехи, группа распалась из-за того, что все участники больше не жили в одном городе и их обучение в колледже подходило к концу. Кинселла с тех пор заявляет, что группа изначально знала, что распадётся после записи, и также подметил: «У них больше не было никаких амбициозных планов… Мы уже не были детьми, которые… Хотят в тур на всё лето». Кинселла с Холмсом вместе переехали в Чикаго и поначалу оставались на связи. Вскоре Холмс переехал в Колорадо, чтобы стать профессором. Кинселла хотел создать новую группу, где у него был бы полный творческий контроль, и создал проект Owen. Холмс и Ламос в то же время играли вместе в The Geese. В 2004 году Кинселла записал акустическую версию песни Never Meant с альбома для раздельного релиза между Owen и Rutabega. В тот же год альбом «American Football» получил первый релиз на виниле.
В 2019 году на интервью с Noisey сооснователь Polyvinyl Мэтт Лансфорд описал высокие продолжительные продажи альбома и увеличивающийся интерес спустя годы как «постоянный рост». Лансфорд также отметил, что American Football «просто продолжают органически познаваться людьми, а затем начинают вдохновлять людей и группы, после чего люди вновь открывают для себя эту группу».

## Перевыпуск и выступления
В апреле 2014 года American Football анонсировали воссоединение для живых выступлений. Холмс сказал: «Время для трёх возрастных чуваков, играющих старые песни о юношеских чувствах и стоящих на сцене в долгой попытке настроить инструменты, наконец, пришло». 20 мая Polyvinyl выпустила deluxe-издание из двух дисков, содержащих различные демо и концертные треки в упаковке с дополнениями. Поток желающих купить переиздание обрушил сайт лейбла. Идея о самом переиздании пришла, когда Холмс обнаружил кассеты с демозаписями и показал их Polyvinyl. В самом же Polyvinyl, которые изначально анонсировали повторную продажу альбома в 2012 году, спросили, не хотят ли музыканты что-то сделать с записями. Группа же изначально не знала о планах на юбилей альбома. Одна из живых композиций была The 7’s, которая, являясь одной из первых, написанных группой, использовалась, чтобы заканчивать концерты. По словам Холмса, композиция является «одной из самых интересных» в репертуаре группы, а также по показаниям об интересах группы в разные периоды времени.
5 июня 2014 года было выпущено музыкальное видео к Never Meant. Видео, режиссёром которого стал Крис Холмс, было снято в доме с обложки альбома. Действие видео происходит около 1999 года в Эрбане, штат Иллинойс. Стронг раскрыл, что сюжет повествует «о коротких отношениях пары в конце их обучения в колледже», а также позвал других людей, игравших самих American Football. American Football в августе (при поддержке кузена Кинселлы — Нэйта, который играл на бас-гитаре) сыграли концерт-сюрприз в Чикаго. Музыканты продолжили тенденцию, сыграв на одном из фестивалей в сентябре и проведя трёхдневную программу для ночного клуба Вебстер-Холл в Нью-Йорке. Выступления продолжились вплоть до декабря. В том же месяце вышло видео живого выступления Never Meant, которое было записано в октябре в Вебстер-Холле. Затем группа сыграла своё первое шоу в Великобритании в 2015 году.

## Список композиций
Все песни, написанные и сочинённые American Football.
| №                   | Название                                        | Строй               | Длительность |
| ------------------- | ----------------------------------------------- | ------------------- | ------------ |
| 1.                  | «Never Meant»                                   | F A C G C E         | 4:28         |
| 2.                  | «The Summer Ends»                               | E A D G B E         | 4:46         |
| 3.                  | «Honestly?»                                     | D A D A C♯ E        | 6:10         |
| 4.                  | «For Sure.»                                     | F A C G C E         | 3:16         |
| 5.                  | «You Know I Should Be Leaving Soon»             | E A D A B E         | 3:43         |
| 6.                  | «But the Regrets Are Killing Me»                | E A C♯ G♯ B E       | 3:54         |
| 7.                  | «I'll See You When We're Both Not So Emotional» | E B D♯ F♯ B D♯      | 3:42         |
| 8.                  | «Stay Home»                                     | F A C G C E         | 8:10         |
| 9.                  | «The One with the Wurlitzer»                    | E B D♯ G♯ B E       | 2:43         |
| Общая длительность: | Общая длительность:                             | Общая длительность: | 40:52        |

Бонусный диск
| №                   | Название                                                                   | Длительность |
| ------------------- | -------------------------------------------------------------------------- | ------------ |
| 1.                  | «Intro» (live at the Blind Pig, Champaign, IL, 1997)                       | 0:28         |
| 2.                  | «Five Silent Miles» (live at the Blind Pig, Champaign, IL, 1997)           | 3:39         |
| 3.                  | «Untitled #1 (The One with the Trumpet)» (boombox practice session, 1998)  | 3:43         |
| 4.                  | «Untitled #2» (boombox practice session, 1998)                             | 2:13         |
| 5.                  | «Stay Home» (boombox practice session, 1998)                               | 5:58         |
| 6.                  | «Untitled #3» (boombox practice session, 1999)                             | 7:09         |
| 7.                  | «Never Meant» (4-track album prep, 1999)                                   | 3:38         |
| 8.                  | «But the Regrets Are Killing Me» (4-track album prep, 1999)                | 3:46         |
| 9.                  | «I'll See You When We're Both Not So Emotional» (4-track album prep, 1999) | 3:52         |
| 10.                 | «The 7's» (live at the Blind Pig, Champaign, IL, 1997)                     | 7:26         |
| Общая длительность: | Общая длительность:                                                        | 41:52        |

## Критика
| Оценки критиков      | Оценки критиков             |
| Источник             | Оценка                      |
| -------------------- | --------------------------- |
| AllMusic             | [ 27 ]                      |
| The A.V. Club        | A−                          |
| Consequence of Sound | A                           |
| Filter               | 83%                         |
| LAS Magazine         | 9/10                        |
| The Line of Best Fit | 9/10                        |
| Paste                | 9.0/10                      |
| Pitchfork            | 7.5/10 (1999) 8.6/10 (2014) |
| Punknews.org         | (2004) · (2014)             |
| Spin                 | 7/10                        |

Альбом, не без помощи сарафанного радио, приобрёл культовый статус. Обозреватель AllMusic Фред Томас писал: «Каждая песня выглядит дотошно проработанной, что не нарушает баланс лёгкости, а зачастую способствует ощущению сказочности альбома. Вся запись пропитана ощущением возможностей и юношеских открытий. В итоге получается не просто аномальный эмо-джаз гибрид, а исчерпывающий, легендарный блеск в по большей части мутной истории независимой музыки».
Stereogum поставили Never Meant в список «30 главных песен эпохи эмо», а The Summer Ends в «30 главных песен пост-рока». NME поместили альбом в список «20 эмо-альбомов, которые прошли проверку временем». Rolling Stone поставили альбом на шестое место в «топе 40 величайших эмо-альбомов в истории». Never Meant появлялась как «одна из лучших песен эмо» в Vulture.
Переиздание заняло 68 место в чарте Billboard 200, 5 место в чарте Catalog Albums и 22 место в чарте Tastemaker Albums. Переиздание попало на первое место списка журнала Paste «Пять недавних переизданий, которые стоит купить».

## Персоналии

### American Football
— Стив Холмс: гитара, клавиши (3), Wurlitzer (9)
— Стив Ламос: барабаны, тамбурин (1,6), шейкер (2), труба (2,4,9), бас-гитара (7)
— Майк Кинселла: вокал (1-4, 6-8), гитара (1-6,8,9), акустическая гитара (6), бас-гитара (4,7)

### Продакшн
— Брендан Гэмбл: запись
— Крис Стронг: фотограф
— Крис Стронг, Сурия Натани: дизайн